# Jørgen Nielsen (forfatter)
 For alternative betydninger, se Jørgen Nielsen. (Se også artikler, som begynder med Jørgen Nielsen)
Niels Jørgen Nielsen, kendt som Jørgen Nielsen (18. november 1902 i Engesvang – 27. marts 1945 i Gentofte), var en dansk roman- og novelleforfatter. Efter nogle år i landbruget blev han journalist i Silkeborg og Ringsted og fra 1933 forfatter på fuld tid. Blandt hans værker kan nævnes romanen En Kvinde ved Bålet (1933) og novellesamlingen Lavt Land.

## Værker
| Titel                           | Genre    | År   | Forlag | ISBN |
| ------------------------------- | -------- | ---- | ------ | ---- |
| Lavt Land                       | noveller | 1929 |        |      |
| Offerbål                        | roman    | 1929 |        |      |
| De hovmodige                    | roman    | 1930 |        |      |
| En Kvinde ved Bålet             | roman    | 1933 |        |      |
| Vi umyndige                     | noveller | 1934 |        |      |
| En Gård midt i Verden           | roman    | 1936 |        |      |
| Dybet                           | roman    | 1940 |        |      |
| Figurer i et Landskab           | noveller | 1944 |        |      |
| Et Hus splidagtigt med sig selv | roman    | 1945 |        |      |

## Eksterne kilder
- Jørgen Nielsen på gravsted.dk
- Navne i dansk litteratur, Gyldendals Bibliotek, 1963 (s. 105-106)